# Chandrapura, Mudigere
Chandrapura là một làng thuộc tehsil Mudigere, huyện Chikmagalur, bang Karnataka, Ấn Độ.